# Miguel Crespo
Miguel Crespo – wenezuelski zapaśnik walczący w obu stylach. Złoty i brązowy medalista igrzysk boliwaryjskich, złoto w 1981 roku. 